# Георгій Хуцишвілі
Георгій Хуцишвілі (15 листопада 1948, Тбілісі — 4 жовтня 2013, Тбілісі) — доктор філософських наук, професор, грузинський конфліктолог, один із засновників конфліктології в Грузії та Кавказькому регіоні, вчений-дослідник у галузі світу, громадський діяч. У 1994 році заснував незалежну організацію «Міжнародний центр по конфліктів і переговорів» (ICCN), у 1995—2013 роках видавав журнали: «Час Світу», «Конфлікти і переговори», «Альтернатива конфлікту» та ін. Протягом багатьох років був запрошений і працював професором у різних університетах Грузії та інших країн.
Георгій Хуцишвілі вніс вагомий внесок у дослідження суті теоретичного мислення і проблеми нескінченності на підставі філософського і математичного взаємовідносини (1970—1980-ті роки). Починаючи з 1990-х років і до кінця своїх днів він служив справі впровадження та розвитку галузі конфліктології та світу.

## Дитинство
Георгій Шотаєвич Хуцишвілі народився 15 листопада 1948 року в Тбілісі в сім'ї Шота і Софії (Самико) Хуцишвілі. Георгій з дитинства захоплювався малюванням і вивченням іноземних мов. Інтерес до іноземних мов заклав міцну основу знання англійської та російської мов на професійному рівні, і виявився достатнім для комунікації італійською, польською і німецькою мовами. Він вважав себе трилингвом, оскыльки досконало володів англійською і російською мовами.
Його любов до художньої творчості була настільки сильна, що батьки познайомили 9-річного Георгія (у 1957 р.) з великим грузинським художником Ладо Гудіашвілі, який із захопленням відзначив талант і працьовитість хлопчика. Художник подарував маленькому живописцю альбом для малювання з дарчим написом і побажав йому великих успіхів. У наступні роки, незважаючи на наполегливі прохання батьків, Георгій не обрав професією малювання, хоча до кінця життя зберіг любов до малювання і творчості взагалі. У сімейному архіві зберігаються сотні графічних і живописних малюнків, ескізів та замальовок.

## Освіта і вчені ступені

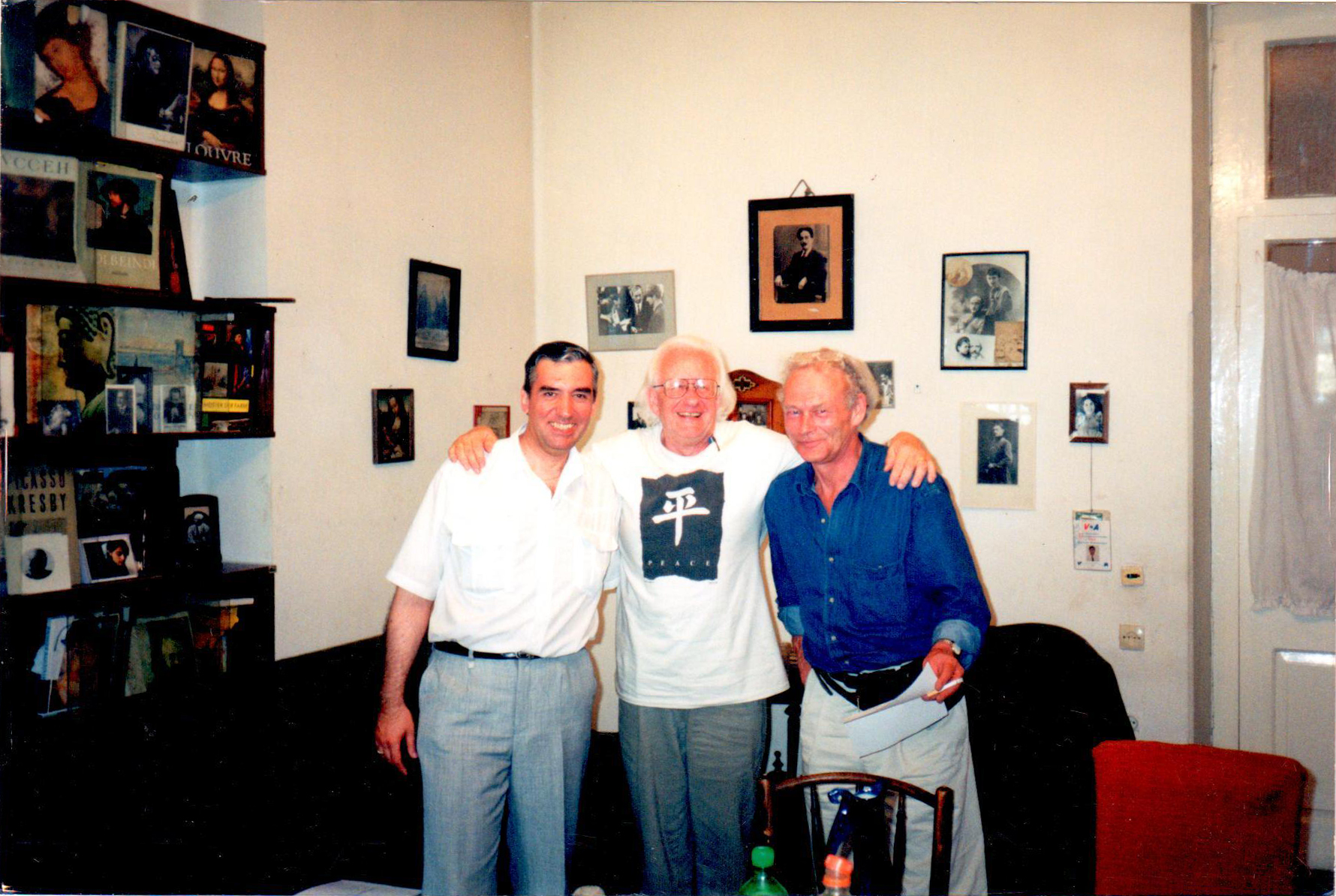
2004 р., Георгій Хуцишвілі (ліворуч) і Йохан Галтунг (в центрі)

- У 1966 році Георгій закінчив загальноосвітню математичну школу № 42 ім. В. Векуа, і того ж року вступив до механіко-математичного факультету Тбіліського державного університету ім. В. Джавахішвілі, який успішно закінчив у 1971 р. Уже в 1976 році Георгій захистив дисертацію в Тбіліському державному університеті ім. В. Джавахішвілі на тему «Проблема нескінченності та її абстрагування в науці», а в 1977 році йому присвоїли вчений ступінь кандидата філософських наук (еквівалент доктора філософії).
- У 1982 році Вища Атестаційна комісія (Москва) присвоїла йому ступінь професора філософських наук. У 1987 році Георгій успішно закінчив посилений курс «Синхронного перекладу англійської мови» і отримав диплом Тбіліського інституту іноземних мов.
- У 1991 році, базуючись на обраному російськомовному працю: «Генезис структури теоретичного мислення» (Тбілісі, «Мецниереба», АНГССР, Інститут філософії, 1989 р.) Георгія Хуцишвілі запрошують р. в Київ (28.07.91), де на спеціалізованій раді Інституту філософії АН України захистив дисертацію, за яку АН України присудила йому звання доктора філософських наук. Вища атестаційна комісія р. Москви затвердила звання; (Доктор філософських наук, Диплом ДТ № 011423, виданий р. в Москві Вищою атестаційною комісією 13 грудня 1991 р., протокол 46д/8).
- У 1995 році в США за успішну участь у тренінгу Гарвардської школи права з ведення переговорів йому був вручений сертифікат. Тренінг був проведений за програмою інструкції для юристів.

## Професійна діяльність
У 1971—1972 роках він працював інженером-математиком в Інституті систем управління Академії наук Грузії, а з 1972—1979 роки дослідником, потім провідним дослідником в Інституті філософії Академії наук Грузії.
У Тбіліському державному університеті ім. В. Джавахішвілі, в 1979 році Георгій Хуцишвілі був обраний спочатку заступником голови, потім головою методологічної Ради Академії наук Грузії і керував ним як голова до 1988 року. Це був період «перебудови» Горбачова. У той час науково-методологічна Рада регулярно проводив публічні наукові лекції про необхідність демократичних реформ. Георгія часто запрошували для проведення таких лекцій. А в жовтні 1988 року Олаф Крессе від імені Ліги культури НДР (Eastern-German Organisation Culturbund) запросив Георгія Хуцишвілі для прочитання вищевказаних лекцій в кілька провідних університетів НДР (Університет Олександра Умбольта, Східний Берлін; Університет Карла Маркса, Лейпциг; Університети Дрездена і Галле).
У 1980-ті роки Георгій Хуцишвілі починає вивчати методи лозоходство, біолокації та біоенергетики з наукової точки зору. Його інтерес був викликаний зустріччю з представниками товариства доузеров (біолокації) на конференції в 1989 році в США. Пізніше, на початку 1990-х років, він стає членом Американського товариства доузеров. У цей же час Георгій зацікавився дослідженнями ноэтической науки, внаслідок чого в 1989 році Ноетичний науковий інститут запросив Хуцишвілі для проведення досліджень протягом одного року (1990—1991) і присвоїв йому статус члена.
З 1988—1990 роки Георгій працював керівником департаменту соціальних наук Міністерства освіти Грузії. З 1992 року наукова рада Тбіліського педагогічного інституту іноземних мов обирає Георгія Хуцишвілі професором. У цьому ж інституті він працював доцентом кафедри філософії з 1981 року.
У 1992 році був заснований «Державний комітет з прав людини і національних меншин», у якому професору Хуцишвілі відкрили «Центр дослідження і аналізу конфліктів». Центр функціонував протягом одного року.
8 січня 1993 року переміг у конкурсі американського міжнародного ради з досліджень та обміну (IREX), у результаті чого його запросили в Стенфордський університет (США) в Центр міжнародної безпеки та контролю над озброєнням, на посаду вченого-дослідника.
Під час його роботи в США великий філантроп і меценат, засновник Hewlett-Packard Девід Пакард персонально профінансував Георгія. Американська преса повідомляла про нього, як про «приїхав із Грузії унікальному світогляді, який відвідав Стенфорд». Пізніше в цьому ж центрі йому запропонували посаду консультанта з етнічним конфліктам в пост-радянському просторі, де він протягом року (1994—1995 навчальний рік) працював за контрактом (№ PR 8575).
Навесні 1993 року Хуцишвілі переміг у програмі НАТО і отримав грант для проведення досліджень по темі: «Кавказький вузол у світлі зростаючої глобальної безпеки».
У 1994 році Хуцишвілі став професором досліджень конфліктів і миротворчості департаменту міжнародного права та міжнародних відносин Тбіліського державного університету ім. В. Джавахішвілі (ТГУ), де продовжилася його діяльність до 2006 року.
З 1995—1997 роки він працював професором соціології американського університету Гаваїв (Тбіліська філія). У 1995 році Хуцишвілі, як одного із засновників Академії філософських наук Грузії, обрали віце-президентом. Цю посаду він обіймав по 1997 рік включно.
У 1998 році Хуцишвілі запросили в гуманітарно-технічний департамент Технічного університету Грузії професором дослідження конфліктів. Там він читав лекції по 2001 рік включно. У 2001—2010 роки Хуцишвілі був запрошений у різні міністерства експертом і членом державних комісій: з транс-кавказької нафтової магістралі, свободи друку і медіа, концепції національної безпеки, співпраці з громадянським суспільством, регулювання конфліктів, демократичним виборам і по іншим темам. У 2006—2011 роки він був професором Грузинського університету.
Протягом багатьох років Хуцишвілі був запрошений у Тбіліський державний університет ім. В. Джавахішвілі членом наукової ради, який привласнював ступінь соціальних наук на академічну посаду. У 2008—2009 роках у міжнародній програмі Єврокомісії в багатоканальному діалозі грузино-абхазького конфлікту з грузинської сторони Хуцишвілі був старшим слідчим. У 2001—2002, 2009, 2011—2012 роки Агентство США з міжнародного розвитку (USAID) запросило Хуцишвілі членом групи Місії оцінки конфліктів у Грузії.

## Конфліктологія в Грузії

### Заснування Міжнародного центру з конфліктів і переговорів
У другій половині 90-х років Георгій зацікавився конфліктологією. Тоді такої області науки в Грузії не існувало, хоча на Заході вона була розвинена досить ґрунтовно. У ту пору Георгій почав працювати в Тбіліській бізнес школі і, вперше, саме там він вніс курс конфліктології.
Під час роботи в США (1993—1904) колеги дали йому рекомендацію і він, для отримання гранту, звернувся до відомого «фонд Джона і Кетрін Макартурів» (The John D. And Catherine T. MacArthur Foundation), від якого отримав перший грант для заснування незалежного центру по конфліктів і переговорів. За умовами гранту, його партнером в цьому починанні був Стенфордський університет.
Відразу після повернення з Америки, у 1994 р. Хуцишвілі заснував у Грузії першу незалежну профільну організацію, яка почала наукове вивчення конфліктів і їх мирного врегулювання в просвітницькому напрямку. 8 серпня 1994 року за ініціативою Георгія Хуцишвілі і за участю 63-х членів засновників відбулося зібрання і був заснований Міжнародний центр конфліктології і стратегії переговорів. За загальним рішенням зборів Георгію Хуцишвілі був присуджений статус засновника центру. За вказаною вище назви некомерційна громадська організація з міжнародним статусом була зареєстрована реєстраційної колегією Міністерства юстиції Грузинської Республіки постановою від 3 жовтня 1994 року № 20/3.
Через відповідних змін у законодавстві Грузії центр конфліктології пройшов кілька нових перереєстрацій. З 30 грудня 1998 року назва центру змінилося і було зареєстровано як: «Міжнародний центр по конфліктів і переговорів», (International Center on Conflict and Negotiation (ICCN), www.iccn.ge. Центром конфліктології (як його називають і донині), до кінця життя керував професор Р. Хуцишвілі. Сьогодні центр продовжує успішну роботу і є сильною, профільної неурядовою організацією Грузії і Кавказького регіону.

### Миротворчість

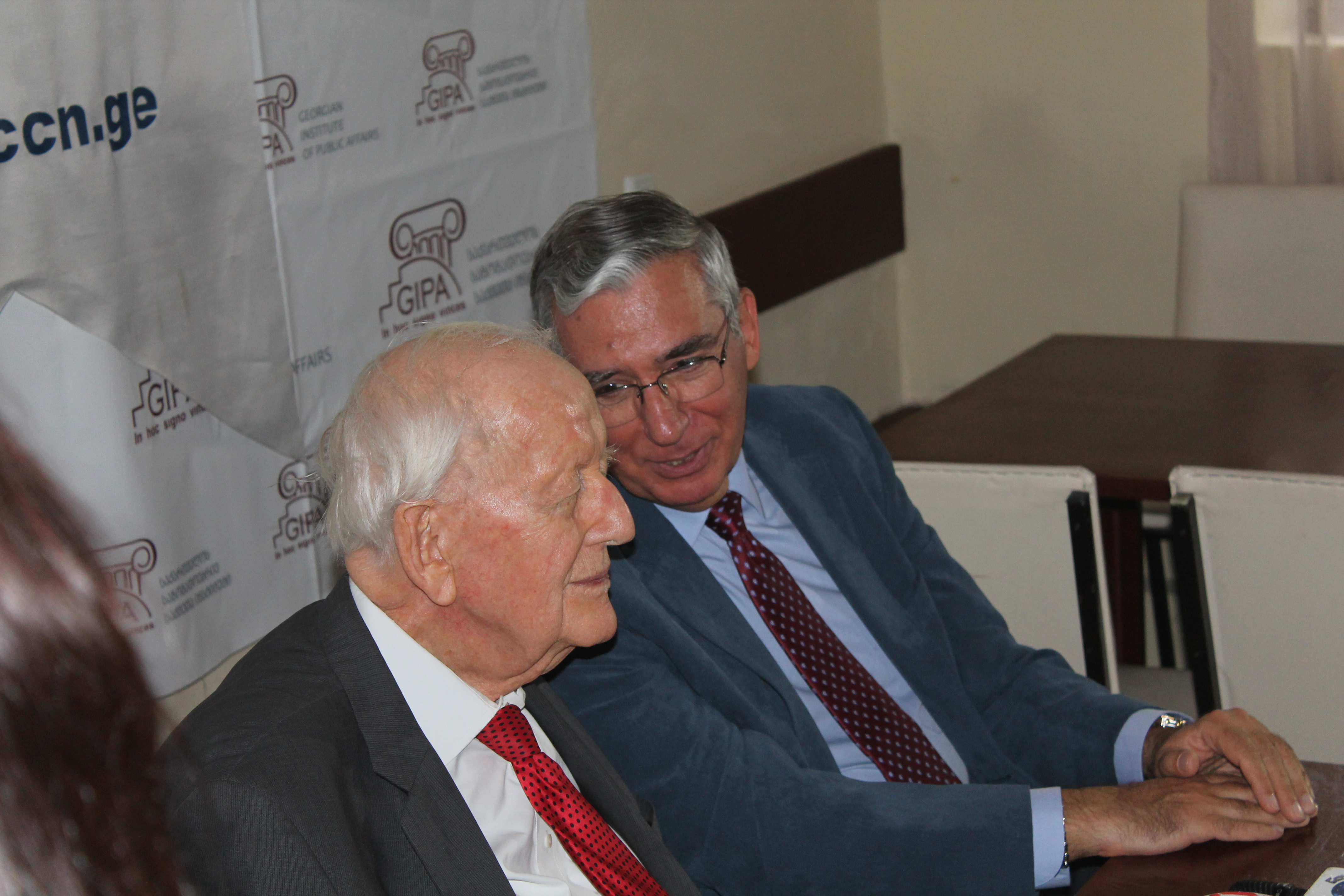
2013 р., Посол Джон Макдональд і Георгій Хуцишвілі, Тбілісі, Грузія

З 1995 Р. Хуцишвілі видавав і редагував трехязычные періодичні журнали і бюлетені, ніж в області конфліктів і миротворчості поширював відповідний експертний та освітній матеріал серед населення, отримали збитки від конфлікту і цим вніс великий внесок у зміцненні суспільства; («Конфлікти і переговори» (1995—2001), «Альтернатива» (1996—1998), «Монада» (1997—1998), «Альтернатива конфлікту» (1998—2003), «Час Світу» (2001—2013)).
Починаючи з 1995 року за ініціативою Хуцишвілі був закладений фундамент грузино-абхазького і грузино-осетинським діалогів у форматі народної дипломатії. Після конфлікту в суспільстві, роз'єднаному конфліктами, існували деякі контакти хоча, з точки зору початку діалогу, Міжнародний центр конфліктів і переговорів на чолі з професором — був піонером. Він звернувся до абхазам з пропозицією щодо початку процесу першого діалогу в Москві, на конференції (1995), де зустрівся з Мананой Гургулия і Романом Дбар. Хуцишвілі зацікавив цією ідеєю так само Кумара Рупесинкхе, який в той час був представником «Міжнародної тривоги» (International Alert (IA, London) і згодом, проект першого грузино-абхазького діалогу був здійснений за його підтримки. Проект тривав багато років. Перший грузино-абхазький діалог відбувся в липні 1996 року.
Процес грузино-осетинських переговорів розпочався у 1995 році. Відомий вчений Роджер Фішер зв'язався з професором Хуцишвілі і запропонував співпрацю в грузино-абхазькій і грузино-осетинському форматах (Conflict Management Group (CMG) USA). Так почався процес грузино-осетинського діалогу за підтримки та фінансування з боку Норвезької Ради по біженцям (NRC). Ця організація з самого початку підтримувала освітні програми центру Хуцишвілі для Вимушено Переміщених Осіб (ВПЛ). Перша грузино-осетинська зустріч відбулася в січні 1996 р. в Осло, саме на прохання Норвезького Ради по біженцям.
У 1996 році Хуцишвілі з НАТО провів спільний семінар: «Розробка концепції регіональної безпеки для Кавказького регіону». Цей семінар був високим статусом для організації і привернув увагу Заходу питанням: «Нам не потрібна розробка концепції національної безпеки, а розробка концепції регіональної безпеки.» Тема семінару ґрунтувалася на вищезазначеної ідеї Хуцишвілі, яку він запропонував НАТО. У той час НАТО практично формувала у всіх пост-радянських країнах концепцію національної безпеки і цим допомагала країнам. Ідею Хуцишвілі розглянув і підсумував семінар. Підсумки були опубліковані грузинською та англійською мовами у відповідних книгах: «Розробка концепції регіональної безпеки Кавказу», матеріали міжнародної конференції, 4—6 жовтня 1996 р., Тбілісі, Грузія. Редактор Георгій Хуцишвілі, 1997 р. Згодом, з подачі НАТО, цей підхід був застосований у різних країнах.

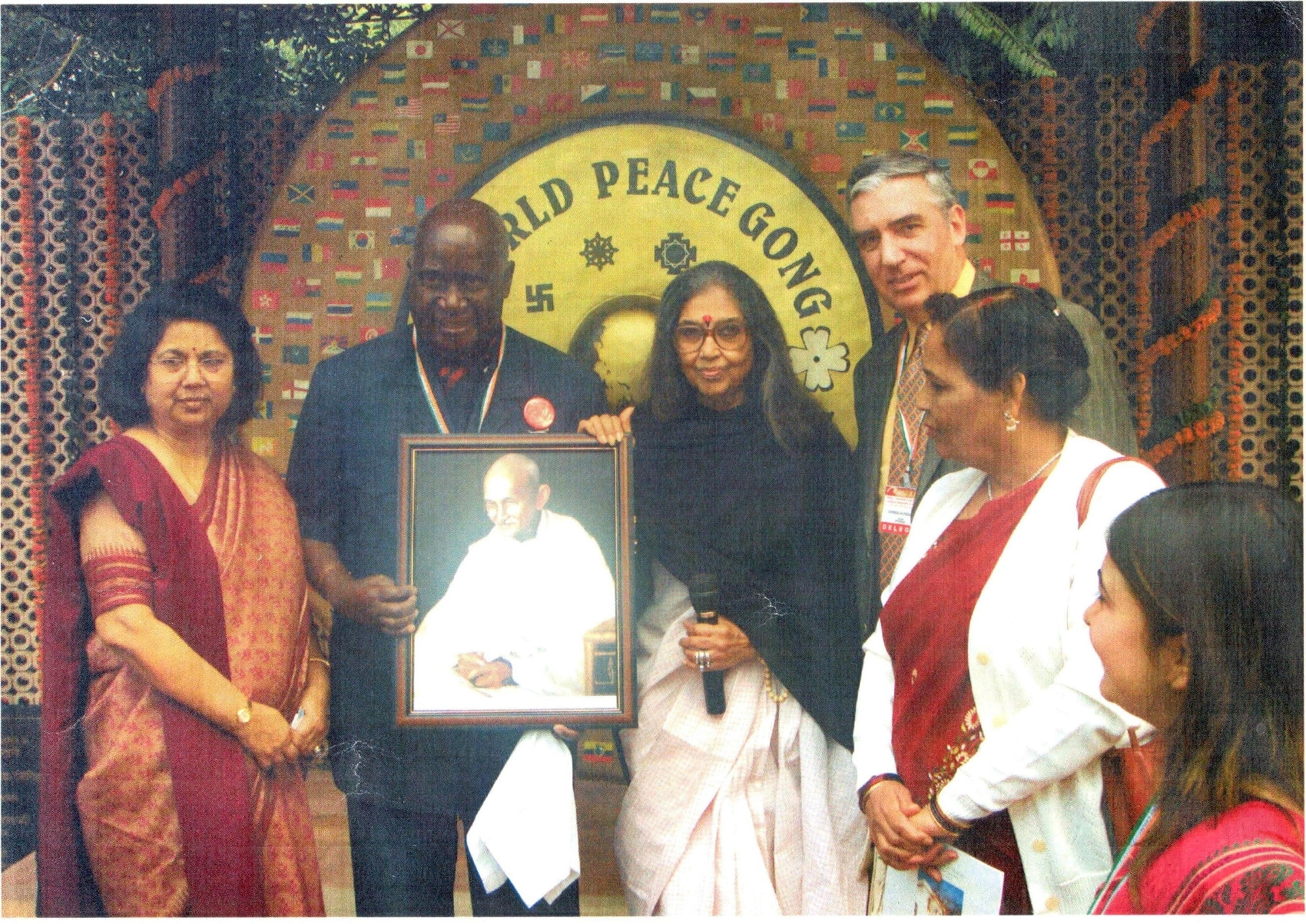
Нью Делі, Глобальна конференція ім. Махатми Ганді. Георгій Хуцишвілі зправа, Соня Ганді в центрі

У 2003 році він, за участю відомих особистостей, скликав спеціальне засідання і заснував «Громадський рух проти релігійного екстремізму» в противагу(у той період) посилення насильницькі дії релігійного екстремізму. Протягом років він підтримував ідею запровадження в суспільство верховенства закону, ненасильства та толерантності.
З 2003—2013 роки Хуцишвілі був членом «Глобальне партнерство щодо запобігання збройних конфліктів» (www.GPPAC.net). У форматі мережі він брав участь у роботі груп, що вивчають різні конфлікти у світі. Він так само був членом спеціальних місій вивчають міжнародні конфлікти, їх попередження та врегулювання. Заснована ним організація продовжує членство мережі GPPAC і є представником на Південному Кавказі.
У 2006 році при активній підтримці Георгія Хуцишвілі громадянське суспільство об'єдналося проти структурного насильства та за запрошенням регулярного конгресу неурядових організацій початок розробку єдиної платформи. Перший Конгрес неурядових організацій відбувся в Грузії 2006 році. А другий і третій, відповідно, у 2007 і 2008 роках із розширеним участю неурядових організацій Грузії.
У 2008 році, незабаром після Російсько-Грузинської війни, за ініціативою професора Р. Хуцишвілі почався післявоєнний грузино-російський цикл переговорів і зустрічей, які отримали назву Стамбульського процесу, так як перша зустріч після війни відбулася в Стамбулі, в листопаді 2008 року. З моменту першої зустрічі був закладений фундамент експертного діалогу, у форматі якого і до сьогоднішнього дня продовжуються зустрічі. Експерти, шляхом діалогу, спільно досліджують фундаментальні причини існуючого конфлікту і шляхи їх вирішення. В результаті грузино-російських діалогів про шляхи виходу з кризи був опублікований матеріал у вигляді книги.
Хуцишвілі був одним з ініціаторів і засновником «Громадської конституційної комісії» (Public Constitutional Commission (PCC) www.konstitucia.ge), яка була створена в країні у відповідь на існуючий політичний криза і об'єднала відомих конституціоналістів і громадських діячів Грузії (2009—2011). Громадська конституційна комісія розробила абсолютно оновлену, ближчу і прийнятну редакцію конституції для Грузії, вільну від усіх політичних і партійних інтересів. Нова редакція конституції була видана 9 квітня 2010 р., як книга, грузинською та англійською мовами комісією, що складається з 17 авторів (членів цієї комісії). («Нова редакція конституції Грузії, розширена концепція», Тбілісі, 9 квітня 2010 р. ISBN 978-9941-0-2364-4).

## Родина
Батько — Шота Миколайович Хуцишвілі (1924—2012) був відомим грузинським авіа винахідником і інженером. Дід Георгія — Микола Хуцишвілі був учнем, машиністом і авіатором першого грузинського льотчика Віссаріона Кебурія, а потім самостійним льотчиком. Шота запатентував в галузі авіації та енергоресурсів близько 200 винаходів. Мати Георгія — Софія Хуцишвілі (1924—2012) до шлюбу Таралашвілі, працювала в державній капелі Грузії (вокал, меццо-сопрано). Після народження єдиного сина Георгія залишила роботу і все життя присвятила вихованню сина.
Георгій одружився з Ніною Цихиставі 8 квітня 1995 р. 27 травня 1996 року у них народилася донька Вікторія-Софія Хуцишвілі.

## Смерть

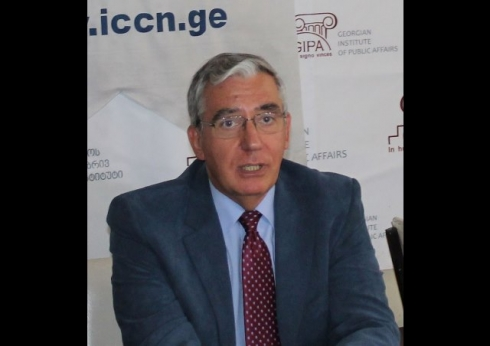
Георгій Хуцишвілі

4 жовтня 2013 року, о 10:00 годин ранку, професор Георгій Хуцишвілі прийшов в 4-й корпус Тбіліського державного університету ім. В. Джавахішвілі на засідання комісії з зайняття академічних посад. Через кілька хвилин після початку засідання Георгію Хуцишвілі несподівано стало погано і він помер у віці 64 років. Інформація про смерть професора миттєво поширилася з допомогою всіх засобів масової інформації. Його скорботна сім'я і організація отримували співчуття протягом місяців з усіх конфліктних зон Грузії і Кавказу, а також з багатьох країн світу.